# Dyschoroneura obsolescens
Dyschoroneura obsolescens là một loài bướm đêm trong họ Geometridae.